# 偶們最風流
《偶們最風流》（Fur TV）是MTV播出的成人布偶節目。節目結合布偶劇與真人演出，敘述三個布偶同一屋簷下的種種故事，但劇情均包含色情、暴力以及種種不當言語表達。

## 播出時間
英國地區從2008年5月4日起播出，共播映12集。台灣地區從同年的8月5日起至8月9日為止，以每集的第一部分，與《驚悚401號房》、《爆笑監獄兔》試播；同年8月30日為止，正式播出第一集。

## 角色介紹
下列就將該作品的角色做一番介紹。
- 呆雞（Mervin）：

橘色的布偶，「『偶』如其名」，有著上下不對稱的嘴巴，以及瘦長的身軀是其特徵。
呆雞的嗜好是平時打手槍，有明顯的被虐待傾向。平時很靠近歐羅肥，甘願替歐羅肥做事，但每集節目內，都因為「太白目」，會被歐羅肥拳打腳踢，甚至被歐羅肥摔得「不成『偶』樣」。
曾被歐羅肥以動物實驗的名義，被抓去實驗室，複製出一大堆一樣的呆雞，最後均被歐羅肥以電鋸砍殺，只剩下一隻正牌貨。
- 歐羅肥（Fat Ed）：

被呆雞匿名「肥肥」，藍色肥胖的青蛙，身上穿著“FAT BOY”T恤是其特徵。平常最無所是事，只會時常盯著電視看，也時常借酒澆愁。說話時，不時帶著不雅的髒話。
歐羅肥常常要求呆雞幫他做三明治，但也因為呆雞的無能與白目，常常抓著呆雞發洩、出氣。
對於有喜愛的人，一定會有態度轉變的傾向；但因曾特務搜查了他的身分，有非法居留的嫌疑，因此接受了喇皮的建議，與呆雞結婚，但歐羅肥在婚禮時又回心轉意，在禮堂上摔了呆雞，表示他真的很討厭呆雞。
歐羅肥也喜歡重搖滾樂，音量愈大，他愈喜歡，並替自己的團取了一個名字，叫做「腥肛幫」（Stink Hole）。
- 喇皮（Lapeno）：

從巴西雨林來的綠色樹蛙，總是掛著太陽眼鏡。很喜歡美女與辣妹，很渴望在床上有美女陪伴，對美女品種的研究非常深。
對於歐羅肥對呆雞的暴力傾向，喇皮早已習以為常，但他不太有興趣介入那兩隻偶的暴力傾向中。

### 其他角色
- 小蘋果（Little Apple）：

速食店的員工兼老闆，女性，也是個滿嘴髒話、喜愛大小聲的布偶。曾有男友，但原因不明而分手。把前男友的樣子刺青在屁股上的情況，被呆雞拍下後，給其他兩人看，其他兩人以為小蘋果喜愛歐羅肥，鼓勵歐羅肥去向小蘋果表白；歐羅肥吃了一大堆小蘋果的巨大漢堡，並且當面對小蘋果表白，但小蘋果沒有喜愛歐羅肥的意思，他還當著歐羅肥的面，向前男友復合，使歐羅肥打擊好一陣子。
- 又又（Yo Yo）：

從日本國來的高科技機器偶。個性穩重，總是掛著太陽眼鏡，似乎不讓他人看出他的「真面目」。他曾用高科技的東西，收買了歐羅肥與呆雞的心，讓喇皮萬般的忌妒。
又又有著一顆高科技音樂方糖，只要揮動著手指，音樂方糖就可以隨著指揮者的心，播放出想要的音樂，這讓喇皮感到他的身分可能會被取代，果然在DJ演唱會上，又又的能力，讓觀眾叫好賣座，喇皮頓時間被遺忘。但喇皮又用不插電的設備，成功挑戰過又又因緊張的汗水損壞的音樂方糖，讓喇皮又再次回到舞臺上。

## 台灣節目
於台灣MTV節目播出時，關於布偶的對話，會將第一人稱的「我」打成台灣國語的「偶」，以表達布偶給觀眾的親切感；但如果是真人表達第一人稱的「我」時，仍然以「我」表示。
另礙於節目播出尺度，生殖器官會以“GG”表示。

## 註解
1. ↑  原意是「臭洞」（Stink Hole），台灣版製作單位取「星光幫」為諧音，改名「腥肛幫」。

## 外部連結
- 《偶們最風流》官方網站（页面存档备份，存于）